# Kristina Narfström
Lena Kristina Narfström, egentligen Narfström Wiechel, född 19 januari 1948 i Vilhelmina, är en svensk veterinär, oftalmolog, professor emeritus och egen företagare.

## Biografi
Narfström har under flera år bedrivit forskning i USA och dessförinnan varit verksam som professor vid Sveriges lantbruksuniversitet (SLU). Hon har publicerat minst 166 artiklar i internationella vetenskapliga tidskrifter, författat minst 33 kapitel i internationella veterinärmedicinska läroböcker, medverkat i kompendier samt skrivit ett stort antal artiklar av populärvetenskaplig karaktär. 
Narfström leder 2015 forskningsgruppen The Laboratory for Comparative Ophthalmology vid University of Missouri. Gruppen arbetar främst med undervisning och forskning kring retinasjukdomar hos smådjur,  men mycket av gruppens upptäckter är även relevant hos människor. Narfström är ordförande i ECVO:s European College of Veterinary Ophthalmologists Hereditary Eye Disease Committee.
År 1987 grundade hon tillsammans med bland annat sin man Norsholms Djursjukhus. Hon har likaså genom sitt företag RetVet KB sysslat med en egen klinikverksamhet samt inom försäljning, utbildning och distribution av HMsERG, en typ av veterinärmedicinsk utrustning till för att se ögonens funktion. Kristina Narfström innehar patent på denna utrustning.

Narfström har fått en rad olika utmärkelser för sin forskning, som bland annat lett till att man kunnat bota viss blindhet.

### Familj
Narfström är mor till den sverigedemokratiske politikern Markus Wiechel.

## Utmärkelser
- Guldugglan av Vetabolaget, 2019.[12]
- Hedersdoktor vid Oslo universitet, 2010.
- Kraeuchi Endowed Professor Emerita of Veterinary Ophthalmology, 2010.[13]
- Vision Award by Retinitis Pigmentosa International, 2007
- Pfizer Animal Health Award for Research Excellence, 2007.[14]
- Overseas honorary Diploma by Japanese College of Veterinary and Fundamental Ophthalmologists, 2002.
- Diplomate of the European College of Veterinary Ophthalmology, 1992.
- Sällskapet för veterinärmedicinsk forsknings pris för bästa vetenskapliga publikation (tillsammans med Caroline Fossum), 1987.[15]